# Jean-Georges Kastner

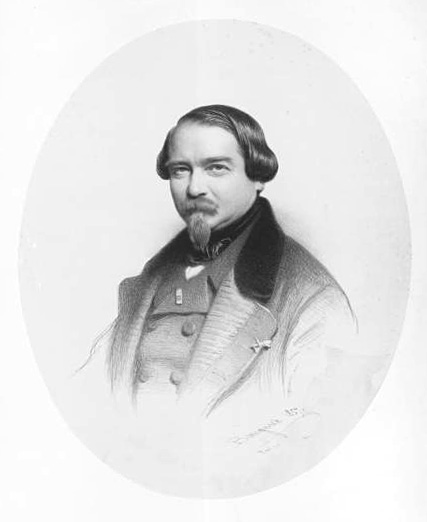
Jean-Georges Kastner.

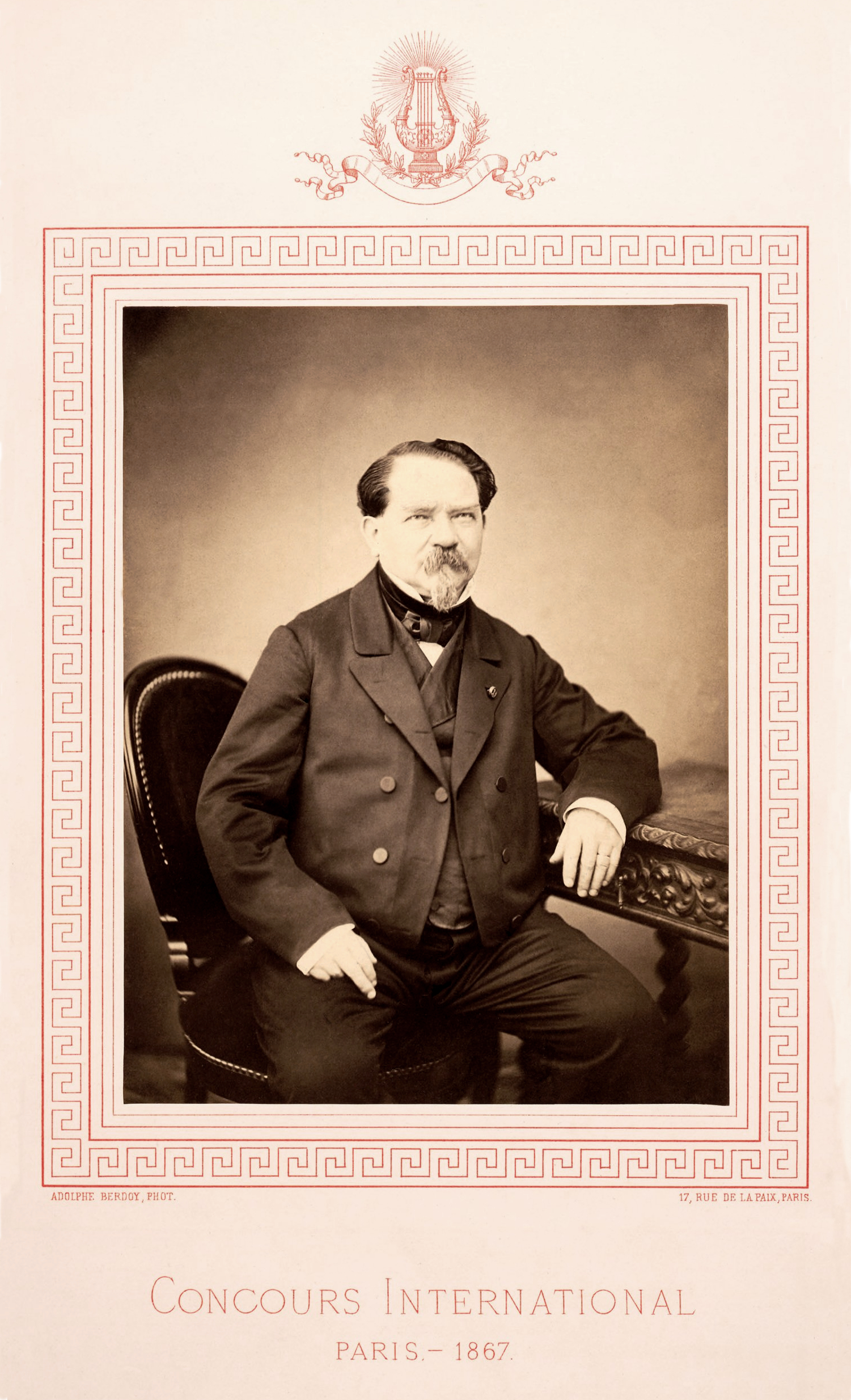
Jean-Georges Kastner, 1867

Jean-Georges Kastner, född den 9 mars 1810 i Strassburg, död den 19 december 1867 i Paris, var en fransk musikskriftställare och tonsättare. Han var far till Frédéric Kastner.
Kastner var bosatt i Paris från 1835 och blev medlem av Institutet, hedersdoktor vid Tübingens universitet med mera. Bland hans många och förtjänstfulla skrifter kan nämnas, förutom en mängd musikaliska läroböcker och "skolor" för nästan alla musikinstrument ända till saxofonen och pukan, Traité général de l'instrumentation (1837) och Cours d'instrumentation (1839; supplement 1844), vari han före andra systematiskt framställde teorin för klangfärgen, samt Manuel général  de musique militaire (1848). Kastners mest originella tonsättningar är ett slags symfoniska dikter, försedda med historiska inledningar, exempelvis Les danses des morts (1852), Les chants de la vie (1854), Les cris de Paris (1857) och Les sirènes (1858). Han komponerade även operor (Le dernier roi de Juda, 1844, med flera), manskörer med mera.